# Jean-Baptiste Senaillé
Jean-Baptiste Senaillé (ou Senallié ; Paris, 23 novembre 1687 - Paris, 15 octobre 1730) est un violoniste et compositeur français.

## Biographie
Jean-Baptiste Sénaillé est le fils de Jean Senaillé, l’un des Vingt-quatre Violons du Roi et reprend en 1713 la charge de son père qui a longtemps occupé la place de basse de violon avant d’accéder à celle de haute-contre de violon. Il fait un séjour en Italie, au cours duquel il aurait eu éventuellement Tomaso Antonio Vitali comme professeur. Il réunit dans ses compositions les styles français et italien. Il compose cinq livres de dix sonates pour violon et basse continue (éditées à Paris en 1710, 1712, 1716, 1721 et 1727).

## Discographie sélective
- Premier Livre de Sonates à violon seul avec la Basse continue, Odile Édouard, violon, Freddy Eichelberger, clavecin, Emmanuel Jacques, violoncelle & basse de violon ( K617 2004)
- Sonate en mi mineur op.4 n°5, Sonate en sol mineur op.1 n°6, Sonate en ré majeur op.3 n°10, Sonate en do mineur op.1 n°5, Théotime Langlois de Swarte, violon, William Christie clavecin. (Harmonia Mundi 2021). Choc Classica